# 福运门
福运门，是中國扬州民国时期扬州新城增设的一座城门，开辟于1923年，1953年拆除城墙时消失。

## 位置
福运门原址位于今扬州市广陵区的渡江路与南通路交汇处以东20米处。

## 历史
福运门开辟于民国十二年（1923年）。1918年扬州到六圩公路筑成，开通镇扬长途汽车，在古运河南岸建起了扬州汽车站。为了方便交通，1923年在汽车站对岸，挹江门以东，引市街南口的城墙上新辟了福运门，接李官人巷，再通过引市街进城。福运门是扬州原本十二座城门之外，民国年间增设的三座城门之一。福运门开辟后，立刻成为南北交通的孔道，对外交通集中在此，有长途汽车站、客运轮船码头，车水马龙，来往旅客行人熙来攘往，热闹非凡，引市街也更加繁华。福运门的运河上原本只有渡口、浮桥，1947年12月21日开始建桥，1948年2月25日工程竣工，1948年3月3日举行竣工通行典礼，这座人行木桥以在上海经营理发业的捐款人任大荣命名为“大荣桥”。
1953年，政府拓宽国庆路，并向南延伸到古运河，在引市街西侧形成渡江路，又在大荣桥西侧新建钢筋混凝土大桥渡江桥，同时拆除城墙城门建设环城马路。福运门从此消失。